# 道格·萨姆
道格·萨姆（英語：Doug Sam，1960年9月18日—），澳大利亚男子拳击运动员。他曾代表澳大利亚参加1982年英联邦运动会拳击比赛，获得男子75公斤级银牌。